# 二碘化钒
二碘化钒是一种无机化合物，化学式为VI2。它是黑色固体，在空气中不稳定。无水物与碘化镉同构，有八面体V(II)中心。它可以结晶出紫色的六水合物，为离子晶体。
它和氨反应，形成六氨合物。